# Portrait de Charles Le Brun
Le portrait de Charles Le Brun est une huile sur toile réalisée par Nicolas de Largillierre comme morceau de réception à l'Académie royale de peinture entre 1683 et 1686. L’œuvre est actuellement conservée au musée du Louvre.

## Contexte de création
Nicolas de Largillierre, élève de Charles Le Brun, présente cette œuvre représentant son maitre comme morceau de réception à l'Académie Royale de Peinture en 1686. 

## Description
C'est ici un portrait d'artiste qui reprend les fastes d'un portrait d'apparat royal. Cela se note dans le fond en drapé rouge. L'harmonie entre les couleurs (brun, or, rouge) participe également à cet esprit d'apparat royal. Le tableau présente une dynamique dans la diagonale de la figure de Le Brun. 
La représentation reprend ainsi les codes d'un portrait royal. La peinture cherche ici à montrer l'importance sociale de Le Brun alors que ce dernier connaît une période de relative disgrâce, éloigné des grandes commandes officielles. Premier peintre du roi et directeur de l'Académie Royale de Peinture, il est représenté avec les attributs de sa réussite comme un roi pourrait l'être. Il est accompagné de reproductions antiques, modèles idéaux de ses compositions, avec un portant à dessin sur le côté, afin de montrer que le dessin est le fondement de la peinture (ce en référence à la querelle du coloris qui a lieu à cette époque au sein de l'Académie). Alors même que Le Brun est un brillant coloriste. Il est entouré de livres. Cela s'explique par la volonté des peintres du règne de Louis XIV, dans la suite de Nicolas Poussin, de se montrer comme des lettrés. Notons également la présence d'une tapisserie illustrant Le Brun comme grand ordonnateur des arts de Louis XIV. Le Brun fut en effet directeur de la manufacture royale des Gobelins et donna de nombreux cartons de tapisseries. Il est enfin entouré des œuvres qui ont marqué sa carrière, et notamment la Tente de Darius, l’œuvre qui lui apporta le succès et l'attention de Louis XIV. Derrière lui, se trouve la Conquête de la Franche-Comté en 1674, une des compositions de la Galerie des Glaces. C'est cette œuvre qu'il désigne de la main droite, nous indiquant son chef-d'œuvre.

## Analyse
On n'est donc pas ici dans la même démarche que celles des autoportraits de Rembrandt et Nicolas Poussin. Ce qui est important ici, c'est le statut social de l'artiste et non son côté introspectif. C'est ici un triple hommage au peintre, à l'homme de cour et au professeur que lui rend Nicolas de Largillierre.